# Pseudoparatettix lineatus
Pseudoparatettix lineatus är en insektsart som först beskrevs av Hancock, J.L. 1907.  Pseudoparatettix lineatus ingår i släktet Pseudoparatettix och familjen torngräshoppor. Inga underarter finns listade i Catalogue of Life.